# Dohrnia anthina
Dohrnia anthina is een keversoort uit de familie schijnboktorren (Oedemeridae). De wetenschappelijke naam van de soort is voor het eerst geldig gepubliceerd in 1887 door Olliff.